# Ванс (Германия)
Ванс (нем. Wahns) — община в Германии, в земле Тюрингия. 
Входит в состав района Шмалькальден-Майнинген. Подчиняется управлению Вазунген-Амт Занд.  Население составляет 454 человека (на 31 декабря 2010 года). Занимает площадь 8,01 км².